# Liste der Bodendenkmale in Märkisch Luch
Die Liste der Bodendenkmale in Märkisch Luch enthält alle Bodendenkmale der brandenburgischen Gemeinde Märkisch Luch und ihrer Ortsteile auf der Grundlage der Landesdenkmalliste vom 31. Dezember 2020.
Die Baudenkmale sind in der Liste der Baudenkmale in Märkisch Luch aufgeführt.
| Gemarkung                | Flur       | Kurzansprache | Bodendenkmalnummer | Bemerkung | Bild |
| ------------------------ | ---------- | --- | ------------------ | --------- | ---- |
| Barnewitz (Lage)         | 1, 3, 4    | Dorfkern deutsches Mittelalter, Dorfkern Neuzeit, Einzelfund Urgeschichte, Einzelfund Neolithikum, Friedhof deutsches Mittelalter | 50058              |           |      |
| Barnewitz (Lage)         | 7          | Siedlung Urgeschichte | 50067              |           |      |
| Barnewitz (Lage)         | 3          | Siedlung slawisches Mittelalter, Siedlung römische Kaiserzeit                                                                     | 50068              |           |      |
| Barnewitz (Lage)         | 3          | Einzelfund deutsches Mittelalter, Siedlung römische Kaiserzeit, Siedlung slawisches Mittelalter, Einzelfund Urgeschichte          | 50069              |           |      |
| Barnewitz (Lage)         | 4          | Gräberfeld Urgeschichte, Einzelfund römische Kaiserzeit, Einzelfund Neolithikum                                                   | 50070              |           |      |
| Barnewitz (Lage)         | 7          | Produktionsstätte Neuzeit | 51101              |           |      |
| Barnewitz (Lage)         | 7          | Produktionsstätte Neuzeit | 51102              |           |      |
| Buschow (Lage)           | 1, 2       | Dorfkern Mittelalter, Dorfkern Neuzeit                                                                                            | 50064              |           |      |
| Buschow (Lage)           | 4          | Gräberfeld Neolithikum, Gräberfeld Eisenzeit                                                                                      | 50071              |           |      |
| Buschow (Lage)           | 2          | Siedlung Urgeschichte | 50072              |           |      |
| Buschow (Lage)           | 1, 2       | Siedlung römische Kaiserzeit, Siedlung Völkerwanderungszeit, Siedlung Eisenzeit, Gräberfeld Bronzezeit                            | 50073              |           |      |
| Buschow (Lage)           | 2          | Siedlung Bronzezeit | 50074              |           |      |
| Buschow (Lage)           | 1          | Siedlung Neolithikum | 50075              |           |      |
| Buschow (Lage)           | 7          | Siedlung slawisches Mittelalter                                                                                                   | 50076              |           |      |
| Buschow (Lage)           | 7          | Siedlung slawisches Mittelalter                                                                                                   | 50077              |           |      |
| Buschow (Lage)           | 7          | Siedlung Urgeschichte | 50078              |           |      |
| Garlitz, Mützlitz (Lage) | 7, 8, 3    | Gräberfeld Neolithikum, Gräberfeld Bronzezeit                                                                                     | 50450              |           |      |
| Möthlow (Lage)           | 1, 2, 6, 7 | Siedlung römische Kaiserzeit, Siedlung Eisenzeit, Dorfkern deutsches Mittelalter, Dorfkern Neuzeit                                | 50063              |           |      |
| Möthlow (Lage)           | 2, 3       | Siedlung Bronzezeit, Siedlung Eisenzeit                                                                                           | 50130              |           |      |